# Siebmacher (Handwerk)

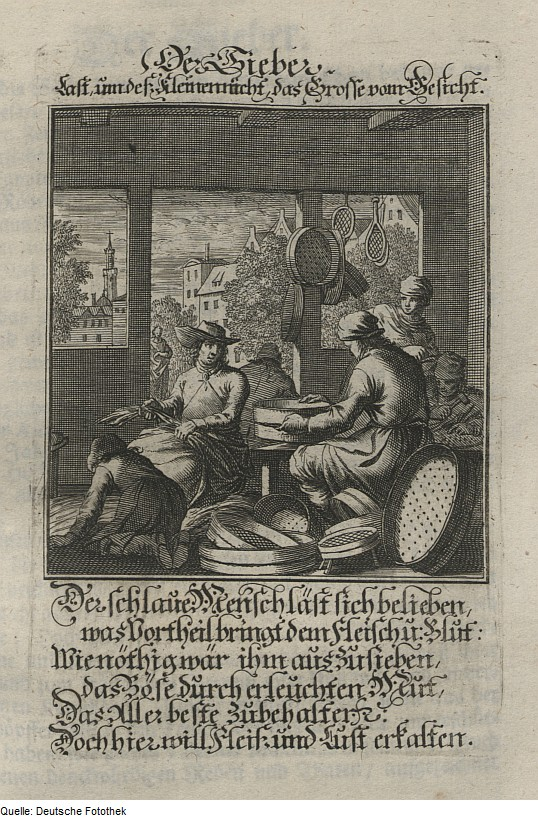
Kupferstich von 1698: „Der Sieber“;
in Christoph Weigel d. Ä.: Abbildung Der Gemein-Nützlichen Haupt-Stände ...

Siebmacher ist die Bezeichnung für einen alten Handwerksberuf zum Zweck der Herstellung von Sieben. Um 1900 firmierten zahlreiche Gewerbebetriebe dieser Art auch als Drahtwarenfabriken.
In der Südstadt von Hannover wurde die 1862 angelegte Siebstraße nach dem Königlich Hannoverschen Hof-Siebmacher, wohl Johann Friedrich Schäfer (1800–1881) benannt, über dessen Grundstück der neue Verkehrsweg gelegt wurde.

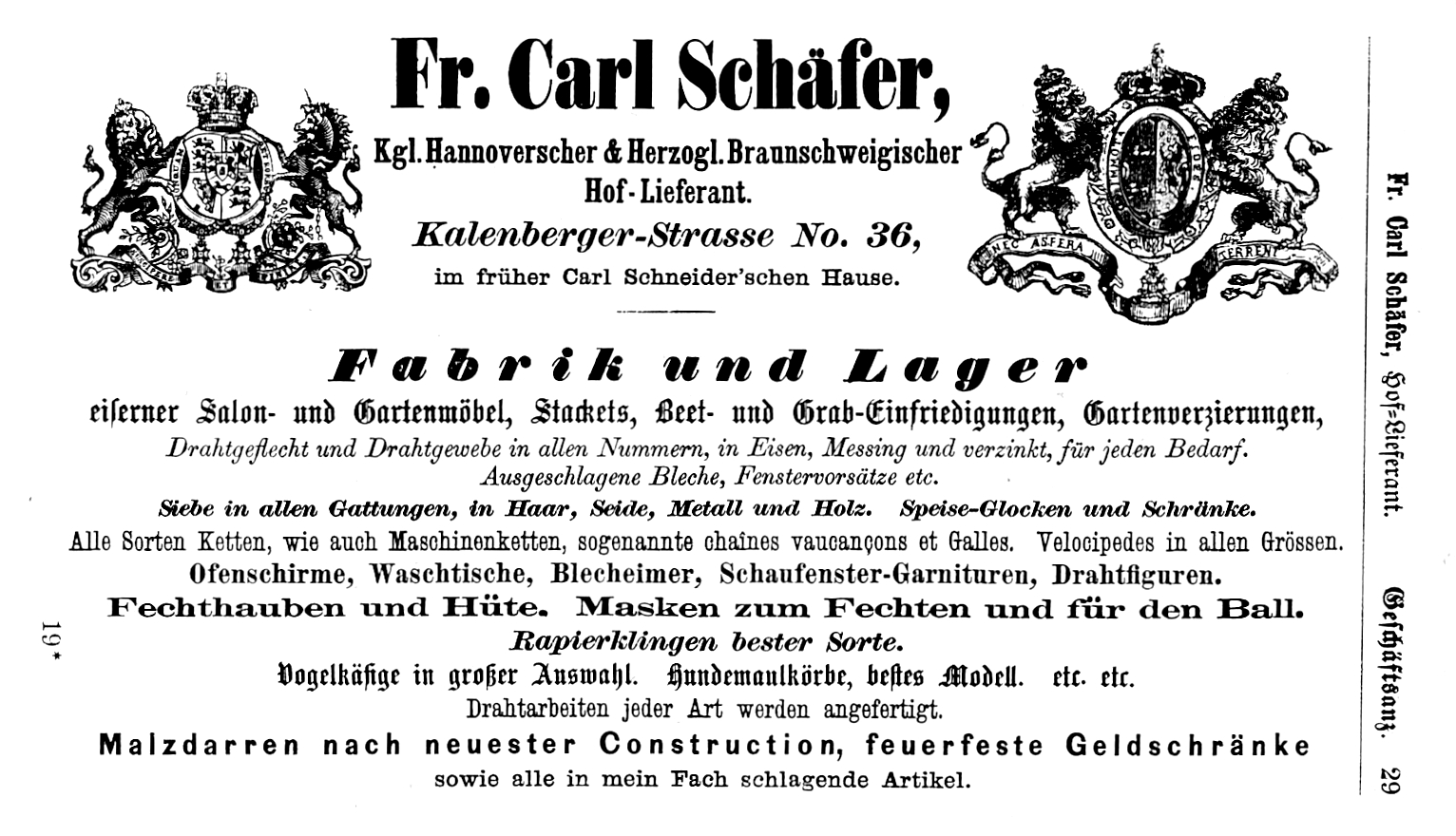
1871: Anzeige des Siebmachers und Hoflieferanten Schäfer für Drahtwaren, Salon- und Gartenmöbel und -verzierungen, Stackets, Grabeinfriedungen, Fechthauben, Rapierklingen, Vogelkäfige, Hundemaulkörbe, Malzdarren etc.